# Ferruccio Bruni
Ferruccio Bruni (Camisano Vicentino, 13 luglio 1899 – Santa Fe, 16 agosto 1971) è stato un mezzofondista italiano.

## Biografia
Nato nel 1899 a Camisano Vicentino, in provincia di Vicenza, a 24 anni partecipò ai Giochi olimpici di Parigi 1924, in 3 gare: negli 800 m piani uscì in batteria, 4º, nei 1500 m piani andò fuori in semifinale, 6º, mentre nei 3000 m a squadre insieme a Ernesto Ambrosini, Angelo Davoli e Giovanni Garaventa arrivò 4º in semifinale, con 31 punti (Bruni arrivò 14º con 11 punti).
Nel 1922 fu campione italiano nei 1500 m piani, con il tempo di 4'04"2/5.
Morì nel 1971, a 72 anni, in Argentina.

## Palmarès
| Anno | Manifestazione  | Sede   | Evento           | Risultato  | Prestazione | Note |
| ---- | --------------- | ------ | ---------------- | ---------- | ----------- | ---- |
| 1924 | Giochi olimpici | Parigi | 800 m piani      | Batteria   | n/d         |      |
| 1924 | Giochi olimpici | Parigi | 1500 m piani     | Semifinale | n/d         |      |
| 1924 | Giochi olimpici | Parigi | 3000 m a squadre | Semifinale | 11 punti    |      |

## Campionati nazionali
- 1 volta campione nazionale nei 1500 m piani (1922)

1919
- Argento ai campionati italiani assoluti, staffetta 4x400 m - 4'07"1/5

1921
- Argento ai campionati italiani assoluti, 1500 m piani
- Argento ai campionati italiani assoluti, 800 m piani
- Bronzo ai campionati italiani assoluti, 1200 m siepi

1922
- Oro ai Campionati nazionali italiani, 1500 m piani - 4'04"2/5
- Argento ai campionati italiani assoluti, 1200 m siepi - 3'24"3/5